# Альтес
«Альтес» (сокр. Альтернативная Телевизионная Студия) — бывший российский телеканал, вещавший на территории Читы и Забайкальского края. В 2017—2020 годах являлся обязательным общедоступным телеканалом в регионе.

## История
Телекомпания «Альтес» была основана 24 декабря 1992 года. Однако в эфир вышла только 21 ноября 1993 года. С ранних лет на канале «Альтес» транслировались новости. Журналисты и программы телеканала неоднократно становились призерами конкурсов России и Сибири.
С 30 апреля 2007 года, после отказа от сотрудничества с РЕН ТВ, телеканал самостоятельно стал программировать эфир.
В 2014 году первым в Сибири приступил к ретрансляции программ китайского телеканала CGTN-Русский.
В 2019 году генеральный директор телекомпании Карина Канунникова публично заявила о наличии финансовых проблем у предприятия.
9 января 2020 года телеканал объявил о прекращении вещания на три месяца в связи с реконструкцией и финансовыми трудностями, в итоге не возобновив его; в марте были выплачены долги по зарплатам сотрудникам (стоит заметить, что многие из бывших сотрудников компании продолжали заявлять о невыплате задолженности со стороны руководства в течение года). 26 марта вещание СМИ «Альтес» было окончательно прекращено по решению учредителей. 28 июля 2021 года телекомпания была ликвидирована окончательно (согласно данным ЕГРЮЛ).

## Программы собственного производства
- «Время новостей»
- «Середина Земли»
- «Чайковского, 8»
- «Мэр и Я» (после ухода с поста мэра г. Читы Анатолия Михалёва, являвшегося близким другом директора телекомпании, программа прекратила своё существование)
- «10 минут в мэрии»
- «Вестник городской Думы»
- «ДУМЫ» (в последние годы телекомпании, связанные с кризисом канала, эта программа уже не производилась)
- «Будьте здоровы»
- «Альт-Клуб» (в последние годы телекомпании, связанные с кризисом канала, эта программа уже не производилась)
- «Займёмся делом!»
- «Прогноз погоды»
- «В КУРСЕ»
- «ProMo»
- «Start Up Успеха» (на самом деле программа не имела успеха в эфире и была снята с производства)
- «ПроКАТИмся» (на самом деле программа всего лишь приобреталась для эфира ТК "Альтес")
- «Забайкальское время»